# Tramway de Naumbourg
Le tramway de Naumbourg est le réseau de tramways de la ville de Naumbourg, en Allemagne. Ouvert en 1892, il ne compte qu'une unique ligne circulaire, partiellement utilisée.

## Historique
Ouvert le 15 septembre 1892, le tramway de Naumbourg se développera jusqu'en 1914, sous forme de deux lignes circulaires reliant la gare centrale (Hauptbahnhof) au centre historique de cette petite cité, formant un réseau unique en Europe de plus de 5 kilomètres à voie métrique, appelé parfois Ringbahn.
D'abord empruntées par des motrices à vapeur, les lignes furent électrifiées dès 1907, en 600 volts continu.
Le réseau survit alors durant la période communiste et reçut de nouvelles motrices remplaçant progressivement celles d'origine ou livrées dans les années 1920. Mais il fut jugé peu rentable et ferma après la réunification, en 1991.
Grâce à la détermination de quelques passionnés, la conservation de ce patrimoine s'opéra progressivement jusqu'à la réouverture d'un important tronçon de la ligne de 2,5 km, en 2007. Depuis le mois d'avril de cette année, les tramways circulent tous les jours avec une fréquence d'une rame toutes les 30 minutes. L'association a fêté les 100 ans du réseau le 15 septembre 2012.
Les motrices aujourd'hui utilisées sont de type «Gotha» et «Lowa» (construites dans les années 1950) ou «Reko» (des années 1970). Des matériels plus anciens peuvent servir à des évènements exceptionnels.

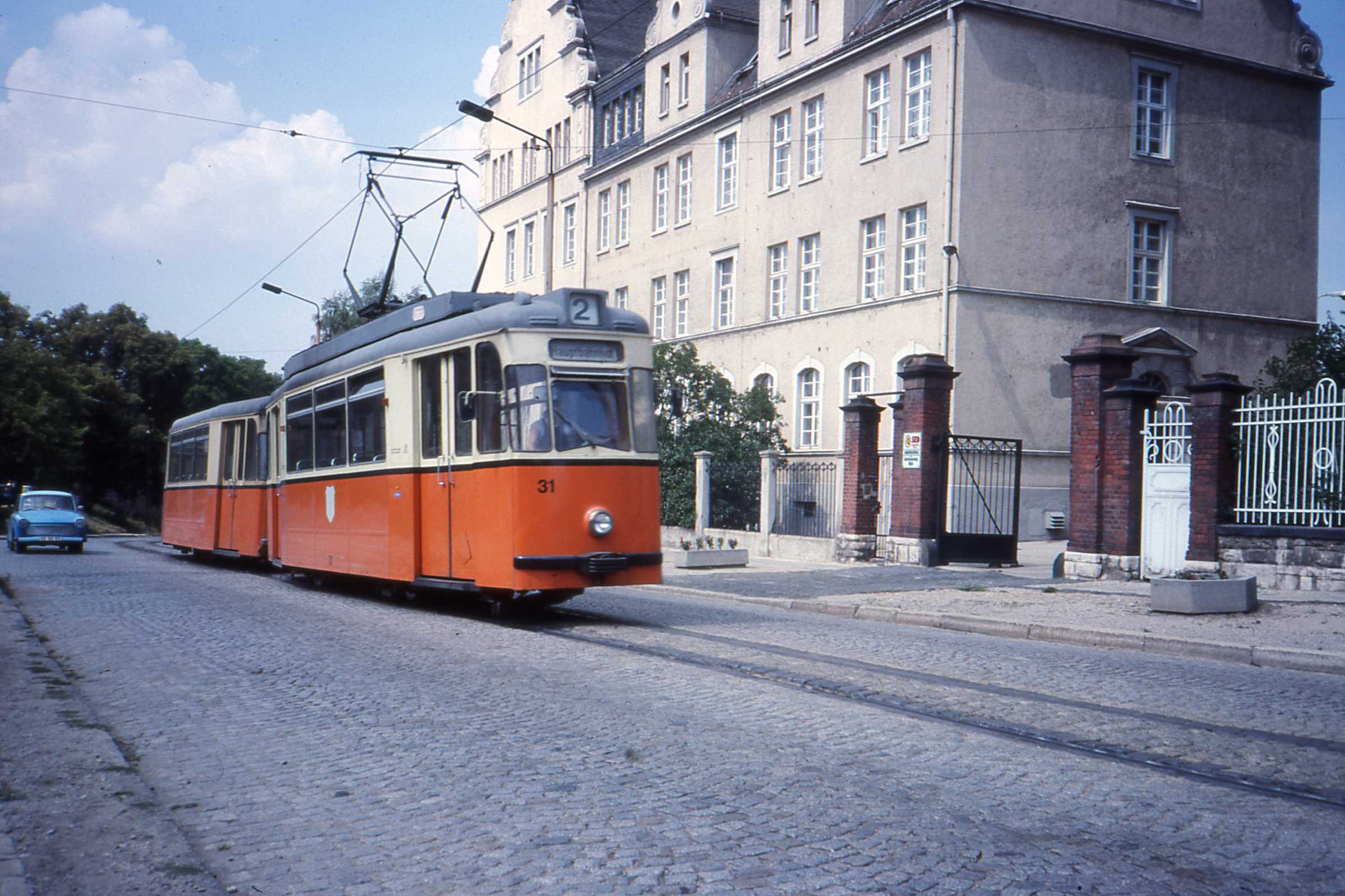
Tramway durant l'ère communiste

## Réseau actuel

### Aperçu général
La ligne actuelle a pour point de départ la Hauptbahnhof (gare principale) et se dirige ensuite vers le Sud puis l'Est de la ville à travers les faubourgs en desservant Wiesenstraße et Nordstraße. Elle s'engage un peu plus vers les petites rues du centre-ville après l'arrêt Jägerplatz avant de rejoindre la station de Postraße où elle prend plein Sud. Après avoir franchi la bifurcation vers le dépôt, elle dessert Marientor puis Thearter Platz, en lisière Est du centre historique et prend ensuite plein Ouest vers Wogelviese, son terminus actuel. La ligne continuait auparavant vers la gare en s’orientant vers l'Ouest avant de se diriger vers le Nord à part de Michaelistraße. Une petite partie de cette section (de Wogelviese à Salztor) est en cours de restauration.
Il existait avant la fermeture de 1991 un deuxième itinéraire, partant de la station Postraße et desservant la vieille ville en quatre stations situées plus à l'Ouest du tracé, avant de rejoindre l'arrêt Thearter Platz,. Une partie seulement de ces extensions sont déferrées.